# Polgár Árpád
Polgár Árpád (Zalaszentgrót, 1955. január 4. –) magyar műkereskedő, műgyűjtő, üzletember, a budapesti Polgár Galéria és Aukciósház tulajdonosa, több művészettörténeti könyv szerzője, vlogger.

## Élete
1955-ben született Zalaszentgróton. Családja kereskedelmi pályára szánta, de ő a színészet felé fordult. A Nemzeti Stúdióban tanult, majd 1975-1982 között a békéscsabai Jókai Színház színésze volt, és a Gyermekszínházban játszott főszerepeket. Több filmben és tévéműsorban is szerepelt. 1983-ban kezdett műkereskedelemmel foglalkozni, először egy József körúti üzlet, majd a ma is működő Polgár Galéria keretében. Többek mellett jelentős óragyűjteményre tett szert. 1995-ben elsők között rendezett magánárverezést.
Nős, három gyermek édesapja.

## Könyvei
- A Múzsa Csókja. Csók István, 1865–1961. Kiállítás: 2001. november 2-15., Polgár Galéria és Aukciósház, Budapest (Polgár Galéria és Aukciósház, 2001)
- Szőnyi (Egri Máriával közösen, 1999)
- Vaszary János (1998)
- Márffy magángyűjteményekben (1998)
- Polgár 50. Válogatás a Polgár-gyűjteményből / Selections from the Polgár collection; szerk. Polgár Árpád, Schmidt Tünde (Alexandra Kiadó, 2006)
- Polgársors. Önéletrajzi regény (Alexandra Kiadó, Pécs, 2006)
- Polgár Árpád–Schmidt Tünde: Az idő urai. Az órák nagykönyve. Árak, trendek, különlegességek (Polgár Galéria és Aukciósház, 2008)
- Egy polgár sorsa (Book Kiadó, 2022)

## Filmszerepei
- Egy szoknya, egy nadrág (2005) – Bankigazgató
- Pasik! (filmsorozat) – doktor (Hipnózis c. epizód, 2001)
- Meseautó (2000) – szállodai portás
- Hippolyt (1999) – árverésvezető Barátok közt-ékszerárus